# 3782 Celle
För andra betydelser, se Celle (olika betydelser).
3782 Celle eller 1986 TE är en asteroid i huvudbältet som upptäcktes den 3 oktober 1986 av den danska astronomen Poul Jensen vid Brorfelde-observatoriet. Den är uppkallad efter den tyska staden Celle.
Asteroiden har en diameter på ungefär 5 kilometer och den tillhör asteroidgruppen Vesta.